# هي يي
هي يي (بالصينية: 何翌) هو مجدف صيني، ولد في 17 ديسمبر 1982 في شانغهاي في الصين.

## وصلات خارجية
- هي يي على موقع الاتحاد الدولي للتجديف (الإنجليزية)
- هي يي على موقع أوليمبيديا (الإنجليزية)
- هي يي على موقع اللجنة الأولمبية الصينية (الإنجليزية)